# سفیدبرفی (فیلم ۱۹۳۳)
«سفیدبرفی» (انگلیسی: Snow White) یک فیلم پویانمایی کوتاه به کارگردانی دیو فلیشر محصول ۱۹۳۳ است.